# Þingvellir Nemzeti Park
A Þingvellir Nemzeti Park egyike Izland négy nemzeti parkjának (a Jökulsárgljúfur Nemzeti Park, a Skaftafell Nemzeti Park és a Snæfellsnes Nemzeti Park mellett), 2004-óta a Világörökség része. A nemzeti parkot 1930-ban alapították, egyrészt mert itt van az izlandi nép számára legfontosabb történelmi emlékhelye, másrészt mivel tektonikailag ez a Föld egyik legérdekesebb része.

## A név eredete
A þing jelentése parlament; ez szerepel az izlandi parlament, az Alþingi nevében is. A vellir jelentése síkság. Vagyis a kettő együtt azt jelenti, hogy az a sík terület, ahol a parlament ülésezik.

### Kiejtés
A szó elejét úgy kell mondani, ahogy az angol thing szót, a vellir ejtése pedig vetlir, ugyanis az izlandiban a kettős mássalhangzók ejtése speciális, az ll kiejtésben mindig tl. (Ennek megfelelően a gleccser jelentéssel bíró jökull szót is jökütl-nek kell ejteni.) A név kiejtése tehát az IPA betűivel: [ˈθɪŋɣˌvɛtlɪr̥].

## Alapítása

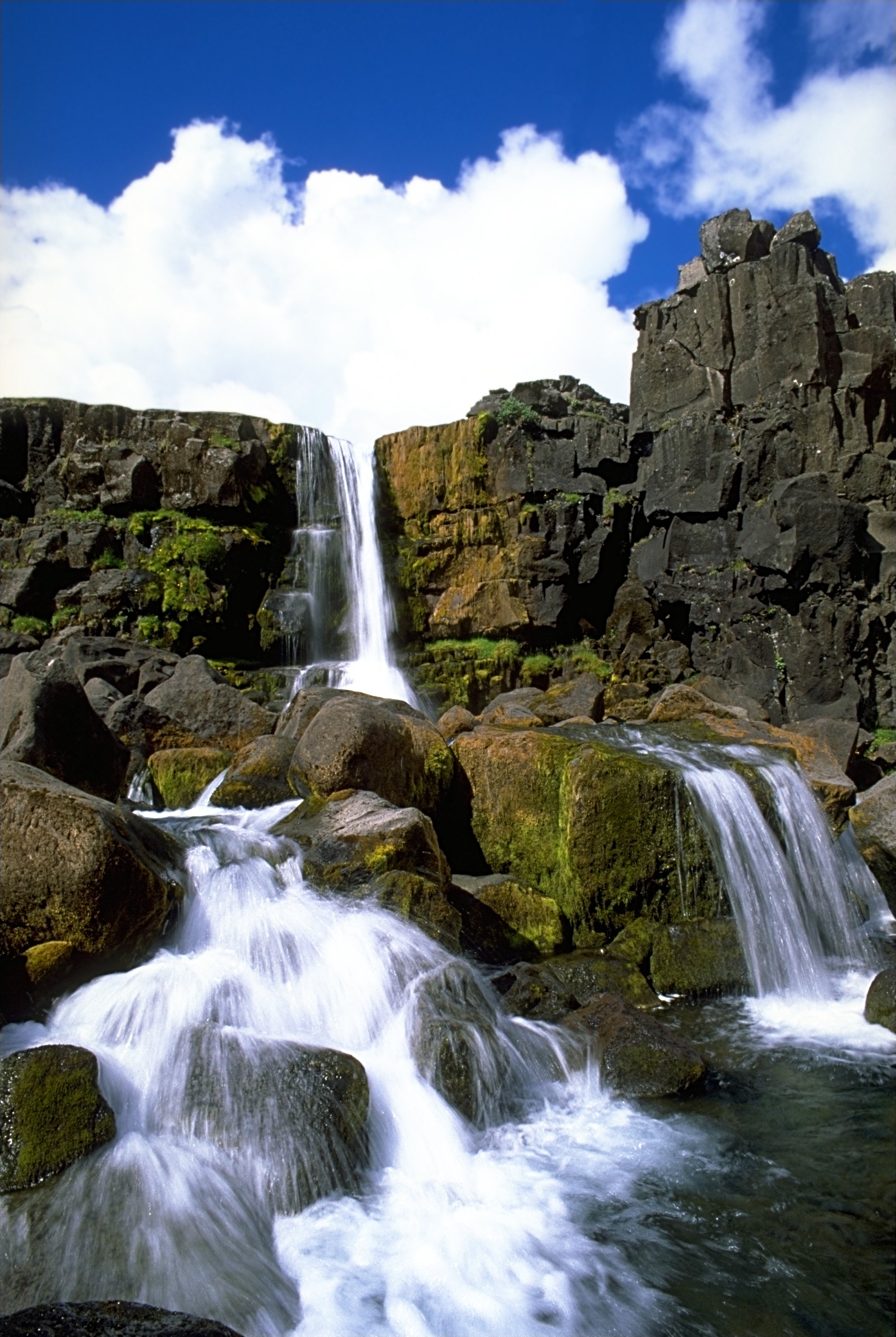
Öxaráfoss

1928. május 7-én az Alþing törvényt fogadott el arról, hogy 1930 kezdetétől „minden izlandi védett szent helyének” kell tekinteni. A védett terület határai: nyugaton az Almannagjá, keleten a Hlíðargjá és a Hrafnagjá, északon egy, az Ármannsfell-t a Hlíðargjával a lávamezőn át összekötő vonal, míg délen szintén egy egyenes vonal az Arnarfell legmagasabb pontja és a Kárastaðir farm között (á jelentése folyó, a fell pedig hegy).

## Kulturális örökség
Ingólfur Arnarson utódai (Izland első telepesei) ezen a helyen alapították a világ első parlamentjét, az Alþinget, 930-ban. Þingvellir ekkor az izlandi lakott területek keleti csücske volt. A helyet a kedvező földrajzi viszonyok miatt választották, hiszen a hasadék melletti tágas síkság természetes pódiumot és nézőteret biztosított.
Az Alþing 1798-ig folyamatosan ezen a helyen ülésezett.
1944. június 17-én ezen a helyen kiáltották ki Izland függetlenségét.

### Lögberg

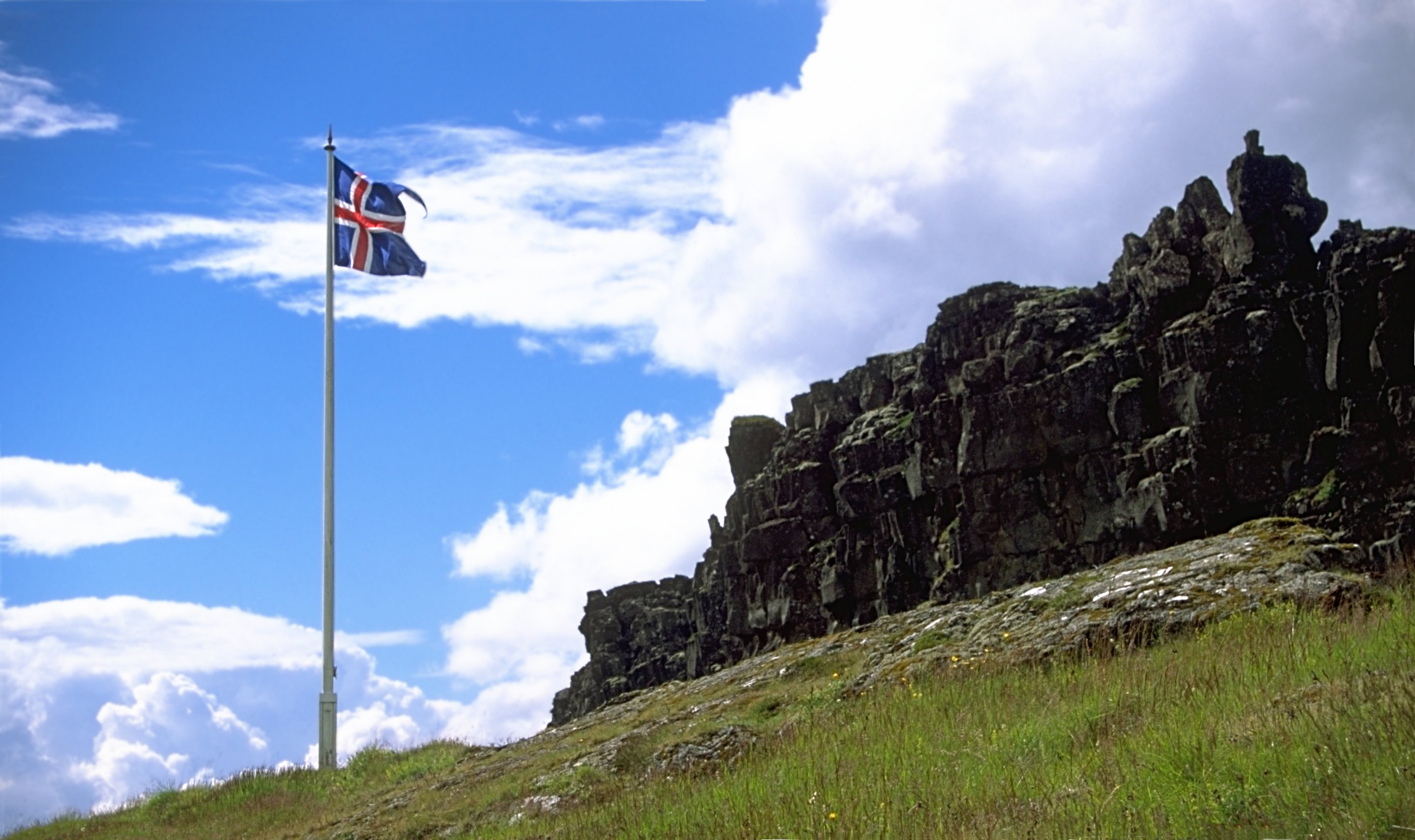
A Lögberg helyét jelző zászló

Magyarul azt jelenti a név, hogy „törvényszikla”. Ez a hely volt az Alþing működésének központja. A 3 évre megválasztott törvénymondó (lögsögumaður) itt hirdette ki a törvényeket, de bárki más kiállhatott ide, és fontos kérdéseket vethetett fel, illetve érdekes híreket közölhetett az egybegyűltekkel.
Sajnos az aktív geológia működésnek köszönhetően a hely mára eltűnt, de egy zászlótartó az izlandi zászlóval jelzi a helyét az idelátogatóknak.

## Természeti örökség
A nemzeti park területén nagyon látványos módon érzékelhető az a tektonikai jelenség, hogy az amerikai lemez távolodik az európaitól. Ez itt ugyanis a „senki földje”, hiszen a nyugati oldal már az észak-amerikai lemezhez, míg a keleti az eurázsiai lemezhez tartozik. Évente 20 mm-rel távolodik egymástól a két lemez, így egyre tágasabb lesz ez a sík vidék.